# تل نعمت (مقاطعة دورة)
تل نعمت (بالفارسية: تل نعمت) هي قرية تقع في Shurab Rural District في إيران. يقدر عدد سكانها بـ 136 نسمة بحسب إحصاء 2016.